# لیمنیتیس
لیمنیتیس (به لاتین: Limnitis) یک منطقهٔ مسکونی در قبرس است که در ناحیه نیکوزیا واقع شده‌است.

## خصوصیات
لیمنیتیس ۴۵۸ نفر جمعیت دارد.